# Parafia Podwyższenia Krzyża Świętego w Środzie Śląskiej
Parafia pw. Podwyższenia Krzyża Świętego w Środzie Śląskiej znajduje się w dekanacie Środa Śląska w archidiecezji wrocławskiej.  Jej proboszczem jest ks. Jan Walów. Obsługiwana przez księży archidiecezjalnych. Erygowana w 1993.

## Obszar parafii
Parafia obejmuje miejscowość Komorniki oraz ulice w Środzie Śląskiej: 	Baczyńskiego, Henryka Brodatego, al. Basztowa, Boya-Żeleńskiego, Cmentarna, Curie-Skłodowskiej, Chwalimierska, Daszyńskiego (nr. nieparz. 17, nr. parz. od 20), Dojazdowa, Flamandzka, Floriańska, Górna, Gruszkowa, Konstytucji 3 Maja (nr. 7-11), Kajakowa, Karnasa, Kopernika, Kościuszki (nr. 23-51 i 26-60), Księżycowa, Łanowa, Łąkowa, Leśna, Matuszewskiego, Mickiewicza, Oławska, Ogrodowa, Parkowa, Partyzantów, Henryka Probusa, Przyszkolna, Rakoszycka, Różana, Słoneczna, Słowackiego, Spokojna, Strzelecka (nr. 1-13, 2-6A), Szkolna, Śląska, Wąska, Wiejska, Willowa, Winnicza, Wierzbowa, Winogronowa, Wiśniowa, pl. Wolności (nr 49-83 i 32-80a), Wrocławska.

## Wspólnoty i ruchy
Żywy Różaniec, Stowarzyszenie Matki Bożej Patronki Dobrej Śmierci, Honorowa Straż Niepokalanego Serca NMP, Ruch Domowego Kościoła, Oaza, Zespół Charytatywny, Chór parafialny, Eucharystyczny Ruch Młodych, Schola, Lektorzy, Ministranci.